# Rajmund Przybylak
Rajmund Krzysztof Przybylak (ur. 21 kwietnia 1957 w Nakle nad Notecią) – polski geograf i klimatolog, specjalista w zakresie klimatu Arktyki i Polski, profesor nauk o Ziemi, profesor zwyczajny Uniwersytetu Mikołaja Kopernika w Toruniu.

## Życiorys
W 1980 ukończył studia na Uniwersytecie Mikołaja Kopernika w Toruniu. Doktoryzował się w 1988 na uczelni macierzystej. Stopień naukowy doktora habilitowanego uzyskał w 1997 na Uniwersytecie im. Adama Mickiewicza w Poznaniu w oparciu o pracę pt. Zmienność temperatury powietrza i opadów atmosferycznych w okresie obserwacji instrumentalnych w Arktyce. Tytuł naukowy profesora nauk o Ziemi otrzymał 12 października 2006.
Zawodowo związany z Uniwersytetem Mikołaja Kopernika w Toruniu, na którym doszedł do stanowiska profesora zwyczajnego (2010). W 2000 został kierownikiem Katedry Meteorologii i Klimatologii UMK (Wydział Nauk o Ziemi).
Powoływany w skład Komitetu Badań Polarnych PAN, był członkiem jego prezydium, objął również przewodnictwo zespołu klimatologii i kriologii polarnej w KBP PAN. Został członkiem Komitetu Narodowego ds. Współpracy z Międzynarodowym Programem „Zmiany Globalne Geosfery i Biosfery”, któremu przewodniczył w latach 2015–2016.
Specjalizuje się w klimacie Arktyki i Polski. Opublikował ponad 310 prac, był promotorem w pięciu przewodach doktorskich. W 1984 został członkiem Polskiego Towarzystwa Geofizycznego, w latach 2008–2017 był jego wiceprezesem, następnie został jego prezesem. Pełnił też funkcję przewodniczącego i skarbnika oddziału pomorskiego PTGeof. Został także członkiem m.in. Polskiego Towarzystwa Geograficznego, European Geophysical Society i American Geophysical Society.
Odznaczony Złotym (2011) i Srebrnym (1999) Krzyżem Zasługi oraz Medalem Komisji Edukacji Narodowej (2015).